# Jodi Rell
Mary Jodi Rell, all'anagrafe Mary Carolyn Reavis (Norfolk, 16 giugno 1946 – 20 novembre 2024), è stata una politica statunitense, governatore del Connecticut dal 2004 al 2011 e seconda donna a ricoprire quest'incarico dopo Ella Tambussi Grasso.

## Biografia
Come governatrice, la Rell attuò una legge per garantire molti diritti alle coppie omosessuali, tra cui quello di adozione, attirandosi le critiche di numerosi colleghi di partito.
In seguito, sotto l'amministrazione della Rell venne eseguita la prima esecuzione capitale dal 1960.
Nel 2009 la Rell annunciò di non voler cercare la rielezione e nel 2011 cedette l'incarico al democratico Dan Malloy.